# پایگاه هوایی چامبلی-بوسیرس
پایگاه هوایی چامبلی-بوسیرس (به انگلیسی: Chambley-Bussières Air Base) یک فرودگاه است . این فرودگاه در شهر مورت موزل کشور فرانسه قرار دارد .